# Hide and see(k)
Hide and see(k) is een kunstwerk toegepaste kunst in Amsterdam-Zuid.
Het werk bestaat uit een fontein naar een ontwerp van de Deense kunstenaar Jeppe Hein. Hein ontwierp meer fonteinen, die verspreid over de wereld hun plaats vonden. Hide and see(k) (Hide-and-seek betekent verstoppertje) werd in 2013 geplaatst in de Rijksmuseumtuinen van het Rijksmuseum, Amsterdam (inventarisatienummer NG-2014-13). Hein kwam met een combinatie van de waterspuwers (bedriegertjes) in 17e-eeuwse tuinen die verdekt opgesteld de bezoekers verrasten met plotselinge waterstralen en een gangbare fontein of sprong. De fontein bestaat uit een rond bassin met een doorsnee van 9 meter, waarop roestvast stalen rasters liggen. Vanuit die rasters spuiten de vier groepen spuwers in vaste volgorde hun water. De groepen spuwers vormen een gesloten cirkel of vierkant van 3,50 bij 3,50 meter of een combinatie daarvan zodat een corridor ontstaat. Daarbij is er een periode van twaalf seconden dat de spuwers geen water lozen; het is dan zaak binnen of juist buiten het besproeide gebied te geraken. Hein wilde met deze wijze kortstondige ontmoetingen laten plaatsvinden; je bevindt je met een lotgenoot even opgesloten binnen de muren van water, die net zo snel weer verdwijnen als dat ze gekomen zijn. Met hetzelfde thema creëerde hij eerder Appearing rooms (kamers van watermuren eveneens in fonteinvorm) en Social bench; een bankje waar je alleen op kan zitten als je je bankgenoot aankijkt of ernaar toe glijdt.
De fontein kwam te liggen in de toen vernieuwde museumtuinen van landschapsarchitect Copijn. In 2013 lag de fontein tussen de tijdelijke expositie van beelden van Henry Moore, in 2018 tussen die van Eduardo Chillida. In de buurt van de fontein is er voor de kinderen nog een permanent opgesteld klimrek van Aldo van Eyck. 
De aankoop werd medegefinancierd door industrieel en kunstverzamelaarsechtpaar Charlotte en Joop van Caldenborgh.